# Atsushi Aoki
Pour les articles homonymes, voir Aoki.
Atsushi Aoki (en japonais : 青木 篤志, Aoki Atsushi), né le 25 septembre 1977 à Tokyo et mort le 3 juin 2019 dans la même ville, est un catcheur japonais, qui est principalement connu pour son travail à la All Japan Pro Wrestling.
Il est un lutteur avant de devenir catcheur en 2005 à la Pro Wrestling NOAH où il lutte dans la catégorie des poids lourd junior. Il y remporte le tournoi Junior Heavyweight Tag League en 2010 et 2011 et le championnat par équipes poids lourd junior Global Honored Crown avec Naomichi Marufuji puis Kotarō Suzuki. En 2010, il fait un bref passage au Mexique à la Asistencia Asesoría y Administración (AAA) où il gagne avec Gō Shiozaki le championnat du monde par équipes de la AAA.
En 2013, il part à la All Japan Pro Wrestling où il est quadruple champion du monde poids lourd junior et triple champion par équipes All Asia avec Kotarō Suzuki puis avec Hikaru Sato à deux reprises. Il est aussi entraîneur au dojo de cette fédération. Il meurt le 3 juin 2019 dans un accident de la route au guidon d'une moto.

## Jeunesse
Atsushi Aoki fait partie de l'équipe de lutte de son lycée. Il s'engage dans l'armée dans la Force terrestre d'autodéfense japonaise et continue de faire de la lutte. Il est notamment vice-champion du Japon de lutte libre en 2001 dans la catégorie des moins de 76 kg (167 lb) et l'année suivante est encore vice champion cette fois ci dans la catégorie des moins de 66 kg (145 lb).

## Carrière de catcheur

### Pro Wrestling NOAH (2005-2013)
Atsushi Aoki rejoint le dojo de la Pro Wrestling NOAH en mai 2005 où il s'entraîne auprès de Jun Akiyama. Il commence sa carrière fin décembre de la même année et lutte dans la division des poids lourd junior. Durant se premières années, il n'est pas mis en avant par la NOAH qui l'envoie souvent en tournée en Europe dans des fédérations de catch britannique ou en Allemagne à la Westside Xtreme Wrestling. Cependant, les journalistes du Wrestling Observer Newsletter le désigne comme le Rookie de l'année 2006. Le 16 juillet 2007, la Ring of Honor organise Live in Tokyo en partenariat avec la NOAH. Ce jour-là, Aoki remplace KENTA blessé pour un match par équipe où avec Matt Sydal et Ricky Marvin ils perdent face à Naomichi Marufuji et les Briscoe Brothers.
Au printemps 2009, il va à la New Japan Pro Wrestling pour participer au tournoi Best of Super Juniors dans le groupe A. Il termine la phase de groupe premier à égalité avec Prince Devitt et échoue en demi finale face à Koji Kanemoto le 14 juin,. Le 2 décembre, la New Japan Pro Wrestling annonce qu'Aoki va participer au tournoi Super J Cup en fin d'année. Il s'y fait éliminer dès le premier tour le 22 décembre par Prince Devitt.
Le 30 octobre 2010, lui et KENTA battent Roderick Strong et Eddie Edwards lors de la finale du Nippon TV Cup Jr. Heavyweight Tag League (2010) pour remporter le tournoi. Le 23 novembre 2010, ils perdent contre Koji Kanemoto et Tiger Mask IV et ne remportent pas les GHC Junior Heavyweight Tag Team Championship. Le 24 décembre 2010, lui et Naomichi Marufuji battent Koji Kanemoto et Tiger Mask IV et remportent les GHC Junior Heavyweight Tag Team Championship.

### AAA World Tag Team Championship
Le 23 mai 2010, lui et Gō Shiozaki battent Taiji Ishimori et Takeshi Morishima et remportent les AAA World Tag Team Championship. Lors de Triplemanía XVIII, ils perdent les titres contre Los Maniacos (Silver King et Último Gladiador) dans un  four-way elimination match qui comprenaient également Beer Money, Inc. (James Storm et Bobby Roode) et La Hermandad 187 (Joe Líder et Nicho el Millonario).

### All Japan Pro Wrestling (2013-2019)
Le 26 janvier 2013, Aoki, Kotarō Suzuki, Gō Shiozaki, Jun Akiyama et Yoshinobu Kanemaru, qui avaient tous quitté la Noah en même temps, ont annoncé qu'ils avaient rejoint la All Japan Pro Wrestling, et formé le clan Burning.Le 7 avril, Suzuki et Aoki battent Hikaru Sato et Hiroshi Yamato pour gagner le Junior Hyper Tag League 2013. Le 25 avril, ils battent Koji Kanemoto et Minoru Tanaka et remportent les All Asia Tag Team Championship. Le 11 mai, Aoki fait un retour d'une nuit a la Noah en prenant part au show de la retraite de Kenta Kobashi, au cours de laquelle lui et Suzuki battent Kentaro Shiga et Tamon Honda.Le 5 juillet, à la suite d'un exode massif dirigé par Keiji Mutoh , il a été annoncé que Aoki, ainsi que le reste de Burning, avait signé un contrat exclusif avec All Japan.Le 29 octobre, Aoki quitte Burning pour affronter Kanemaru pour le World Junior Heavyweight Championship. Le 21 novembre, Suzuki et Aoki, ainsi que Kento Miyahara, rejoignent "Xceed", le nouveau groupe de Gō Shiozaki. Le 26 janvier 2014, Suzuki et Aoki perdent les All Asia Tag Team Championship contre Jun Akiyama et Yoshinobu Kanemaru. Le 5 février, il quitte Xceed pour poursuivre sa carrière en solo. Le 29 mai, il bat Último Dragón et remporte le AJPW World Junior Heavyweight Championship.
Le 27 mars 2015, il perd le AJPW World Junior Heavyweight Championship contre Kotarō Suzuki.

## Mort
Dans la nuit du 3 juin 2019, Atsushi Aoki circule à moto dans l'arrondissement de Chiyoda avant de perdre le contrôle et d'heurter un mur. Une ambulance l'emmène dans un hôpital de Tokyo où il meurt.

## Palmarès

### En catch
- All Japan Pro Wrestling (AJPW)
  - 2 fois champion par équipes All Asia avec Kotarō Suzuki puis avec Hikaru Sato[30]
  - 4 fois champion du monde poids lourd junior de l'AJPW[31]
  - Tournoi Junior Hyper Tag League 2013 avec Kotarō Suzuki[32]
  - Tournois Junior Tag Battle of Glory 2014, 2015, 2016 avec Hikaru Sato[33],[34],[35]
  - Tournoi Junior Battle of Glory[36]

- Asistencia Asesoría y Administración (AAA)
  - 1 fois champion du monde de la AAA avec Gō Shiozaki[37]
- Dramatic Dream Team
  - Second Grappling Tournament[38]

- Pro Wrestling NOAH
  - 2 fois champion par équipes poids lourd junior Global Honored Crown avec Naomichi Marufuji puis avec Kotarō Suzuki[39]
  - Nippon TV Cup Jr. Heavyweight Tag League (2010) avec KENTA
  - NTV G+ Cup Junior Heavyweight Tag League (2011) avec Kotarō Suzuki
  - VolcanoxSEM Tag Team Tournament (2008) avec Akihiko Ito

### En lutte
- Championnat national Open
  -  en lutte libre dans la catégorie des moins de 76 kg (167 lb) en 2001[3]
- Championnat professionnel du Japon
  -  en lutte libre dans la catégorie des moins de 66 kg (145 lb) en 2002[3]

## Récompenses des magazines
- Pro Wrestling Illustrated

| Année | 2013 | 2014 à 2015 | 2016 | 2017 | 2018 |
| ----- | ---- | ----------- | ---- | ---- | ---- |
| Rang  | 254  | Non classé  | 152  | 248  | 312  |

- Wrestling Observer Newsletter
  - Rookie de l'année 2006[5]